# اتفاق سلام شرق السودان
اتفاق سلام شرق السودان أو اتفاقية سلام الشرق أو اتفاقية أسمرا، هي اتفاقية تم توقيعها بين حكومة السودان وجبهة شرق السودان، بالعاصمة الإريترية اسمرا وتحت رعاية الحكومة الإريترية، في الرابع عشر من أكتوبر 2006، وانهى الإتفاق (13) عاماً من العمل المسلح على الحدود الشرقية للبلاد.

## برتوكولات الإتفاقية
شملت الإتفاقية (3) برتكولات رئيسية هي السلطة والثروة والترتيبات الأمنية، تمّ خلالها التوافق على صيغ مُرضية للطرفان منحت جبهة الشرق (60) موقعاً دستورياً في مجال السلطة، وخصصّت لأبناء الشرق نسباً مقدرة في الخدمة المدنية والسلك الدبلوماسي والمفوضيات القومية، كما نصّت على إنشاء صندوق تنمية وإعمار شرق السودان لمعالجة القضايا التنموية في الإقليم، ومعالجة وضع قوات جبهة الشرق من خلال التسريح وإعادة الدمج في القوات النظامية، كجزء من برتوكول الترتيبات الأمنية، بالإضافة لتضمين اتفاقية طرابلس  التي تمّ توقيعها بين الحكومة السودانية وتنظيم الاسود الحرة  برعاية ليبية، في عام 2000 وتمّت مراجعتها في 2006.

## احداث 29 يناير
الأحداث التي شهدتها مدينة بورتسودان اواخر يناير من العام 2005، أو ما تعرف بـ (أحداث 29 يناير)، التي راح ضحيتها 32 شخصاً، ساهمت بشكل كبير في دفع الطرفان المتصارعان إلى طاولة التفاوض، حيث التفت المجتمع الدولي صوب شرق السودان وقضيته المطلبية في التنمية والمشاركة السياسية والتي كانت سبباً في الحرب المشتعلة في الإقليم.

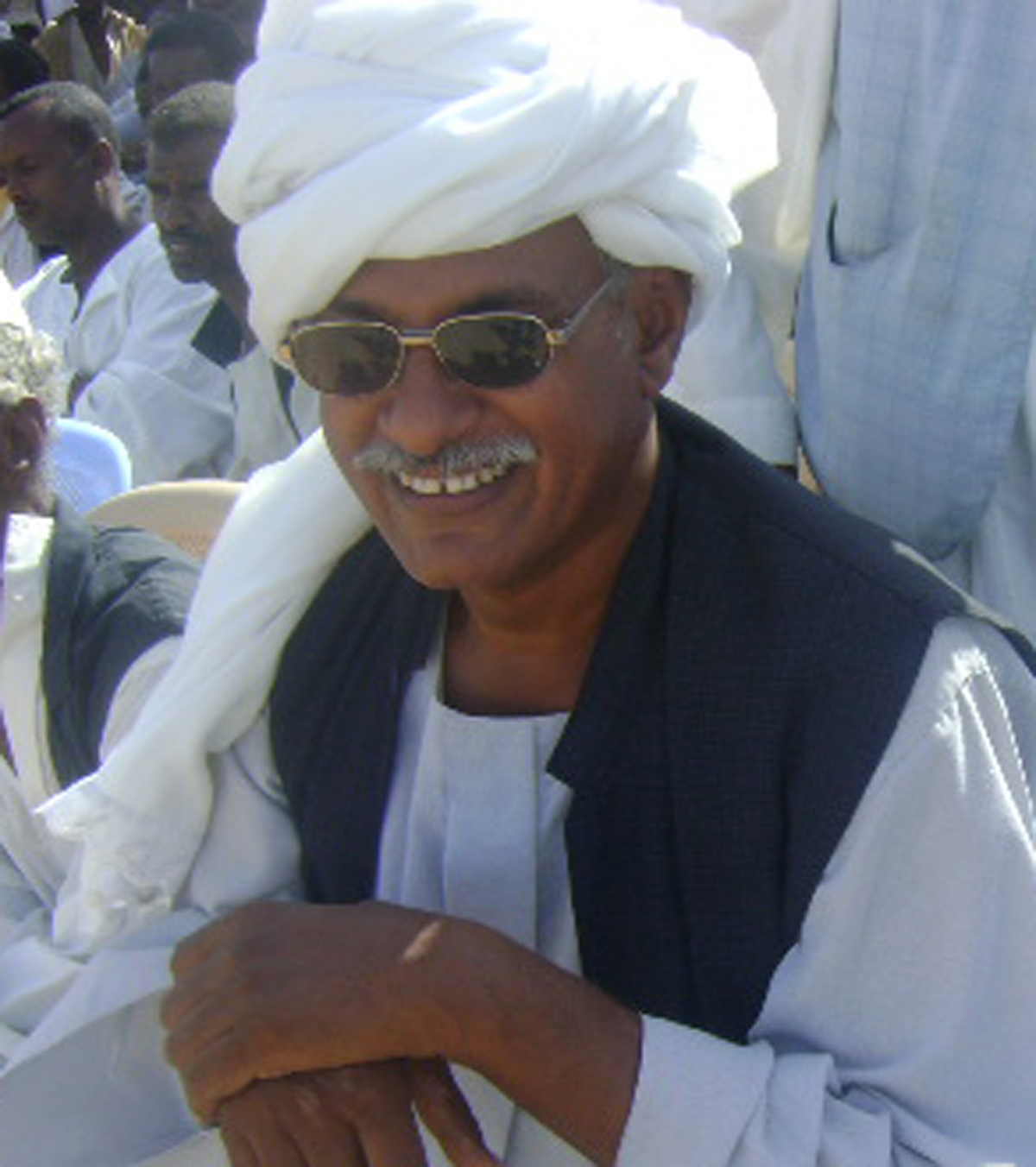
عبدالله موسى (أحد قادة 29 يناير)

وفي السادس والعشرون من يناير 2005، صاغ عدد من أبناء البجا (مُذكرة مطلبية) سبقتها سلسلة من الندوات الجماهيرية والاحتجاجات التي ارتفعت وتيرتها خلال الأيام السابقة للإعلان عن المُذكرة، وبدأ واضحاً أنّ قضية شرق السودان في طريقها لتأخذ مسلكاً مختلفاً عن ما كانت عليه، بناءاً على المستجدات التي طرأت على الساحة السياسية في السودان آنذاك، لاسيما أن الحركة الشعبية لتحرير السودان، بقيادة جون قرنق، والتي كانت تُعد حليفاً إستراتيجياً لمؤتمر البجا في الجبهة الشرقية، كانت تستعد للتوجّه نحو الخرطوم، عقب توقيعها اتفاقية السلام الشامل في السودان أو إتفاق نيفاشا مع الحكومة، بينما اتهم عدد من قادة مؤتمر البجا رئيس التجمّع الوطني الديمُقراطي المعارض ، محمد عثمان الميرغني، بالسعي لإبعادهم عن جولات التفاوض مع حكومة الخرطوم ليستأثر حزبه الإتحادي الديمقراطي بملف الشرق، وتهميش دور مؤتمر البجا في حل قضية الإقليم.

### عشرات القتلى والجرحى
تلك المعطيات دفعت مجموعة أبناء البجا لصياغة مُذكرتهم، وعرضها في صبيحة السادس والعشرون من يناير 2005، على حكومة ولاية البحر الاحمر، ممثلة في نائب الوالي، عثمان شوف، عبر موكب لم يخلو من هُتاف وإستعراض لقوى جماهيرية، وتسلّم شوف المذكرة ووعد بالرد عليها في ظرف (3) ليالٍ، عاشتها بورتسودان في حالة احتقان غير مسبوقة بفعل ماحوتها المذكرة من مطالب سياسية وتنموية، في مقدمتها الاعتراف بمؤتمر البجا في الخارج كممثل شرعي لشرق السودان، وضرورة التفاوض معه على هذا الأساس.
مساء الجمعة (28) يناير نشرت الحكومة قوى عسكرية مدججّة بالسلاح في مدينة بورتسودان، اعقبها إعلان لحالة الطوارئ، وعندما هم المحتجين في صبيحة التاسع والعشرون بالخروج للشارع لتجديد مطالبهم الواردة في المذكرة، كانت الحكومة قد احضرت قوات خاصة إضافية حطتّ رحالها في بورتسودان عبر طائرتان عسكريتان وصلتا من الخرطوم، تلقى قادتهما تعليمات مشددّة بضرورة قمع التظاهرة حال خروجها، فكانت الحصيلة (21) قتيلاً و (45) جريحاً واعتقال أكثر من (300) من المتظاهرين وملاحقة المئات. 

## التفاوض بين الحكومة وجبهة الشرق

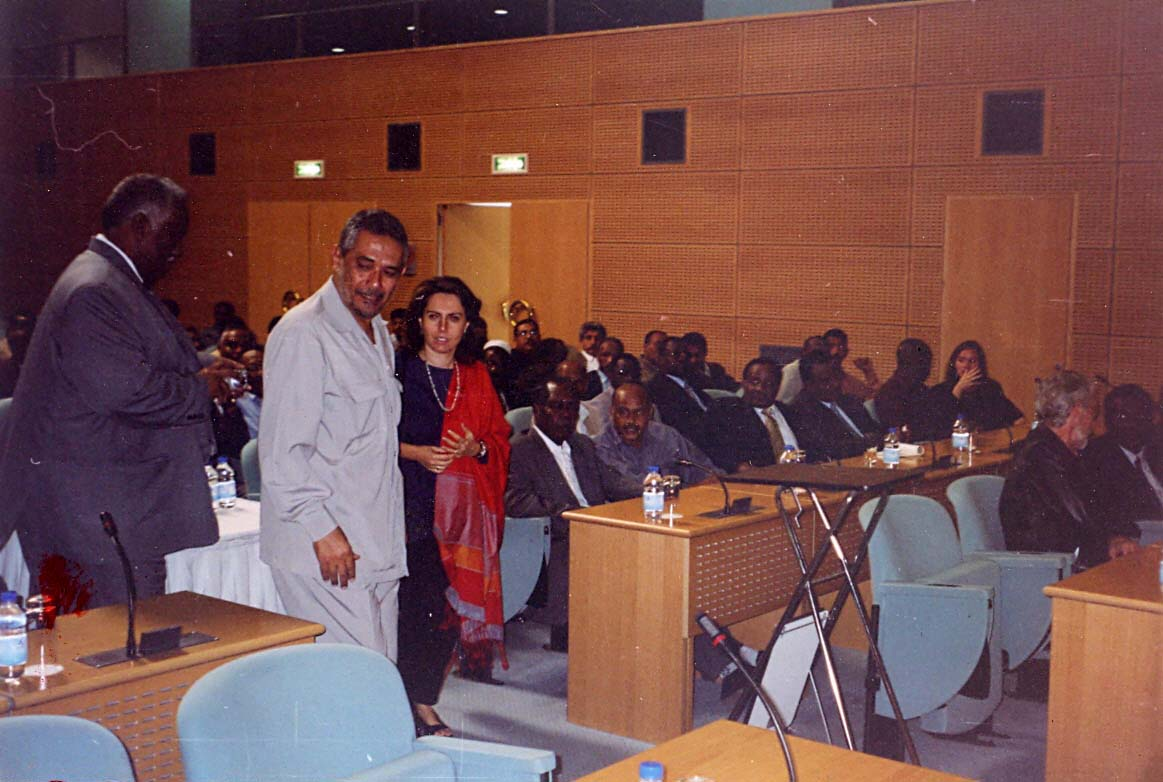
جانب من التفاوض

تلى احداث 29 يناير 2005، اعتقال عدد كبير من قادة مؤتمر البجا بالداخل، وبعد ان مكثوا لأشهر داخل السجون والمعتقلات، طلبت الحكومة التفاوض معهم إلا أنهم رفضوا ذلك، واوضحوا لها أن قادة مؤتمر البجا بالخارج هم من يحق لهم التفاوض باسم سكان الإقليم وهم من يمثلون وجهة نظر مؤتمر البجا.
موقف تنظيم مؤتمر البجا بالداخل إضافة للتطورات السياسية التي حدثت في تلك الفترة، دفعت حكومة السودان وتحت رعاية الحكومة الإريترية للتفاوض مع قادة مؤتمر البجا بالخارج، وبعد عدة جولات جرى توقيع اتفاق سلام الشرق في العام 2006 خلال احتفال اقيم بالعاصمة الإريترية أسمرا، حيث وقعه لحظتها مستشار الرئيس السوداني السابق مصطفى عثمان إسماعيل ورئيس وفد جبهة الشرق موسى محمد أحمد.